# Cara McKenzie
Cara McKenzie (* 19. März 1999 in Belchertown) ist eine US-amerikanische Volleyballspielerin.

## Karriere
McKenzie begann ihre Karriere an der Belchertown High School. Von 2017 bis 2019 studierte sie an der Adelphi University und spielte in der Universitätsmannschaft Panthers. Anschließend setzte sie ihr Studium an der Gonzaga University fort. 2022 ging sie zum finnischen Erstligisten Pölkky Kuusamo. In der Saison 2023/24 spielte die Mittelblockerin beim Schweizer Erstligisten Sm’Aesch Pfeffingen. Anschließend wurde sie vom deutschen Bundesligisten Ladies in Black Aachen verpflichtet.